# Croton pilosus
Espèce
Classification APG III (2009)
Croton pilosus est une espèce de plantes à fleurs du genre Croton et de la famille des Euphorbiaceae, présente en Inde.

## Synonyme
- Oxydectes pilosa (Spreng.) Kuntze